# Craig J. Spence
Craig J. Spence (* 25. Oktober 1940; † 10. November 1989 in Boston) war ein US-amerikanischer Journalist und Lobbyist. 1989 deckte die Washington Times auf, dass er an einem Prostitutionsring und an Erpressungen beteiligt war, die im Zusammenhang mit hochrangigen Persönlichkeiten in Washington, D.C. standen. Er wurde kurz darauf tot aufgefunden und sein Ableben als Suizid eingestuft.

## Leben
Spence besuchte die Syracuse University und begann seine journalistische Laufbahn bei WCBS in New York City, bevor er schließlich als Korrespondent für ABC News arbeitete. Während des Vietnamkriegs berichtete er über Südostasien, aber 1969 wurde ihm von der amerikanischen Regierung verboten, über Vietnam zu berichten, woraufhin ABC ihn nach Tokio versetzte. Er schrieb über den japanischen Wirtschaftsaufschwung der 1970er Jahre und etablierte gute Kontakte in die japanische Wirtschaft. So arbeitete er als PR-Berater für japanische Großkonzerne und für die japanische Außenhandelsorganisation in Tokio.
In den späten 1970er Jahren kehrte er in die Vereinigten Staaten zurück und zog in die Hauptstadt Washington, D.C. Schon bald wurde er zu einer festen Größe in der Washingtoner High Society, was 1982 in einem Artikel der New York Times zu der Bemerkung führte, dass Spence’ „persönliches Telefonbuch und seine Gästeliste ein Who’s Who im Kongress, in der Regierung und im Journalismus darstellten“. Zu den Gästen bei seinen Partys gehörten William Safire, John N. Mitchell, Phyllis Schlafly, James Lilley, Alfred M. Gray und Roy Cohn. Spence war eng mit der Journalistin Liz Trotta befreundet, die in ihren Memoiren ausführlich über Spence schrieb. Er kannte auch zahlreiche hochrangige japanische Politiker. Im Januar 1985 ließ sich Spence beim US-Außenministerium als ausländischer Agent für Japan registrieren und begann, Lobbyarbeit für die Japaner zu betreiben. Er soll auch Kontakte nach El Salvador unterhalten haben, von wo ihn US-Militärangehörige mit Kokain versorgt haben sollen.

### Erpressungsskandal
Spence’ Name wurde landesweit bekannt, nachdem die Washington Times am 29. Juni 1989 einen Artikel auf der Titelseite veröffentlicht hatte, in dem Spence als Hauptkunde eines homosexuellen Begleitservices genannt wurde. Eine Untersuchung wurde eingeleitet, nachdem der Prostitutionsring aufgeflogen war und Kreditkartenbelege mit dem Namen von Spence gefunden wurden. Der Ring wurde von einem Mann namens Henry Vinson betrieben, der ein Beerdigungsinstitut benutzte, um das Geld zu waschen. Zu den Kunden gehörten „wichtige Beamte der Reagan- und Bush-Administration“, und Spence wurde namentlich erwähnt. Der Zeitung zufolge gab er bis zu 20.000 Dollar pro Monat für den Service aus und nutze die Dienste auch persönlich.
Spence vermittelte zahlreiche weibliche und männliche Prostituierte an hochrangige Kunden, um diese später zu erpressen. Das Haus von Spence in Washington war mit versteckten Kameras, Doppelspiegeln und Abhörgeräten geheimdienstlich ausgerüstet, um kompromittierendes Material zu produzieren. Auch bei den Partys in seinem Haus in der Wyoming Street wurden große Mengen von Kokain konsumiert und alle Gespräche abgehört. Der exzentrische Spence erwähnte dies selbst häufig gegenüber Gästen. Das Haus selbst soll er durch die Erpressung eines japanischen Geschäftsmannes erworben haben.
Er wurde auch mit einem Wächter des Weißen Hauses namens Reginald deGueldre in Verbindung gebracht, der Spence und seinen Freunden nächtliche Führungen durch das Weiße Haus ermöglichte. Unter den Gästen von Spence’ mitternächtlichen Führungen durch das Weiße Haus waren auch Callboys. Eine Untersuchung des Weißen Hauses im Zusammenhang mit den Führungen veranlasste den Secret Service, drei Wächter zu beurlauben. Laut eigenen Angaben soll Spence jedoch von hochrangigen Persönlichkeiten im Weißen Haus Zugang erhalten haben, darunter Donald Gregg, nationaler Sicherheitsberater von Vizepräsident George H. W. Bush. Gregg dementierte diese Anschuldigung.
Spence brüstete sich mehrfach damit, für die CIA zu arbeiten, die ihn in Vietnam rekrutiert haben soll. Die CIA wurde von seinen Bekannten auch als eine der Quellen seines Reichtums vermutet. In einem Interview behauptete Spence, dass die Überwachungsgeräte in seinem Haus von „befreundeten“ Geheimdienstagenten eingerichtet worden seien. Laut der Aussage eines Geschäftsmannes äußerte er auch die Befürchtung, aufgrund seiner wichtigen Rolle von der CIA ermordet zu werden, die es dann „wie einen Selbstmord aussehen lassen würden“.
Nach der Enthüllung geriet Spence in eine Abwärtsspirale, in der er sich mit Callboys vergnügte und Crack konsumiert. Er verschwand kurzzeitig und entzog sich den Agenten der Regierung, die ihn vorladen wollten, um über den Vinson-Prostitutionsring auszusagen. Spence geriet erneut in die Schlagzeilen, als er am 31. Juli 1989 im Barbizon Hotel in Manhattan wegen illegalen Besitzes einer Schusswaffe und illegalen Besitzes von Kokain festgenommen wurde.
Während des ausführlichen Interviews mit der Washington Times im August, das einige Monate vor seinem Tod in der Wohnung von Liz Trotta in Manhattan stattfand, spielte Spence auf kompliziertere Verwicklungen an. „All diese Dinge, die Sie aufgedeckt haben, sind, um ehrlich zu sein, unbedeutend im Vergleich zu anderen Dingen, die ich getan habe. Aber ich werde Ihnen diese Dinge nicht erzählen, und irgendwie wird die Welt weitergehen“. Kurz zuvor hatte Spence in einem Telefongespräch mit Trotta, in dem sie ihn drängte, sich den Behörden zu stellen, erwidert, dass sie nicht in der Lage sein würden, „die große Sache zu lösen“.

### Tod
Am 10. November 1989 wurde Spence tot und verbarrikadiert in Zimmer 429 des Bostoner Ritz Carlton aufgefunden. Neben seiner Leiche lag ein Zeitungsausschnitt mit einem Bericht über Bemühungen, CIA-Agenten davor zu schützen, vor Regierungsbehörden auszusagen. Mit schwarzem Filzstift hatte er auf einen Spiegel in seinem Zimmer geschrieben: „Chef, betrachten Sie dies als meinen Rücktritt mit sofortiger Wirkung. Wie Sie immer sagten, kann man nicht von anderen ein Opfer verlangen, wenn man selbst nicht bereit ist, dasselbe zu tun. Das Leben ist Pflicht. Gott segne Amerika“. Als Postskriptum schrieb er: „An das Ritz, bitte verzeihen Sie diese Unannehmlichkeit“. Sein Tod wurde später als Selbstmord durch eine Überdosis an Alkohol und Antidepressiva eingestuft.